# 穆爾特拉峰
46°46′31.5″N 10°02′24.7″E / 46.775417°N 10.040194°E
穆爾特拉峰（Piz Murter）是瑞士的山峰，位於該國東南部，由格勞賓登州負責管轄，屬於錫爾夫雷塔阿爾卑斯山脈的一部分，海拔高度3,044米，每年平均降雨量1,367毫米。